# 29e division (Espagne)
Pour les articles homonymes, voir 29e division.
La 29e division (en espagnol : 29a division) est une unité militaire ayant combattu du côté républicain durant la Guerre d'Espagne. Il s'agit d'une des soixante-dix-sept divisions que compta l'Armée populaire de la République espagnole. Elle était composée des miliciens du POUM.